# Lapilansalmi
Lapilansalmi är ett sund i Finland. Det ligger i landskapet Egentliga Finland, i den sydvästra delen av landet, 160 km väster om huvudstaden Helsingfors.
Lapilansalmi ligger mellan Luonnonmaa i norr och Lapila i söder. Den ansluter till Petkellahti i väster och Viheriäistenaukko i öster.